# 다원자 이온

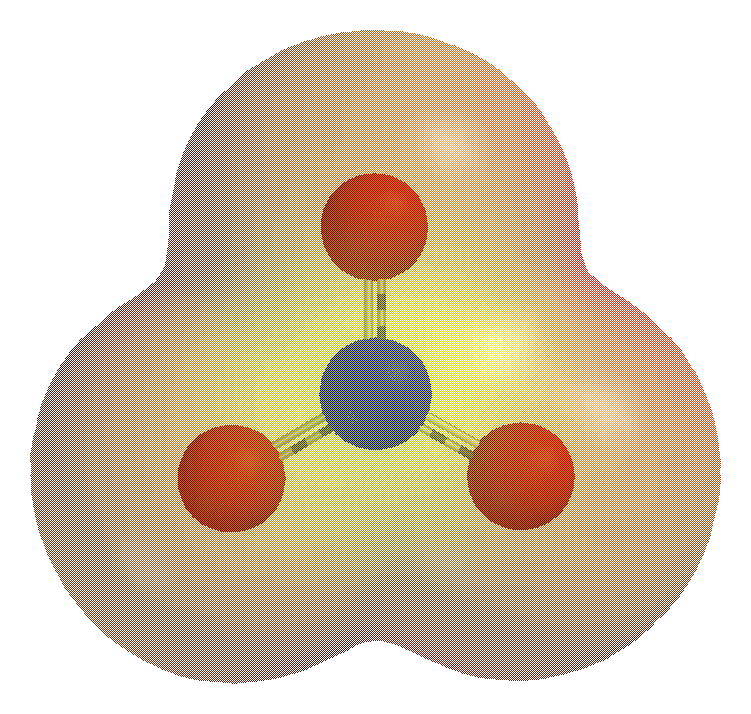
질산 이온(NO_{3}^{−})의 전위. 붉은 색 영역은 노란 색 영역보다 에너지가 낮다

다원자 이온(多原子-, polyatomic ion) 혹은 분자 이온(分子-, molecular ion) 또는 원자단이온은 둘 이상의 원자가 공유 결합되었거나 배위화합물을 이루는 이온을 말한다.
다원자 이온의 예로는 산소 원자 하나와 수소 원자 하나로 이루어진 수산화 이온(OH−)이나, 질소 원자 하나와 수소 원자 네 개로 이루어진 암모늄 이온(NH4+)이 있다.

## 같이 보기
- 단원자 이온
- 수소 분자 이온